# Przerwa na żądanie
Ten artykuł opisuje zagadnienie koszykarskie zgodne z normami FIBA.
Zasady w ligach NBA, NCAA lub innych mogą różnić się od tutaj przedstawionych.

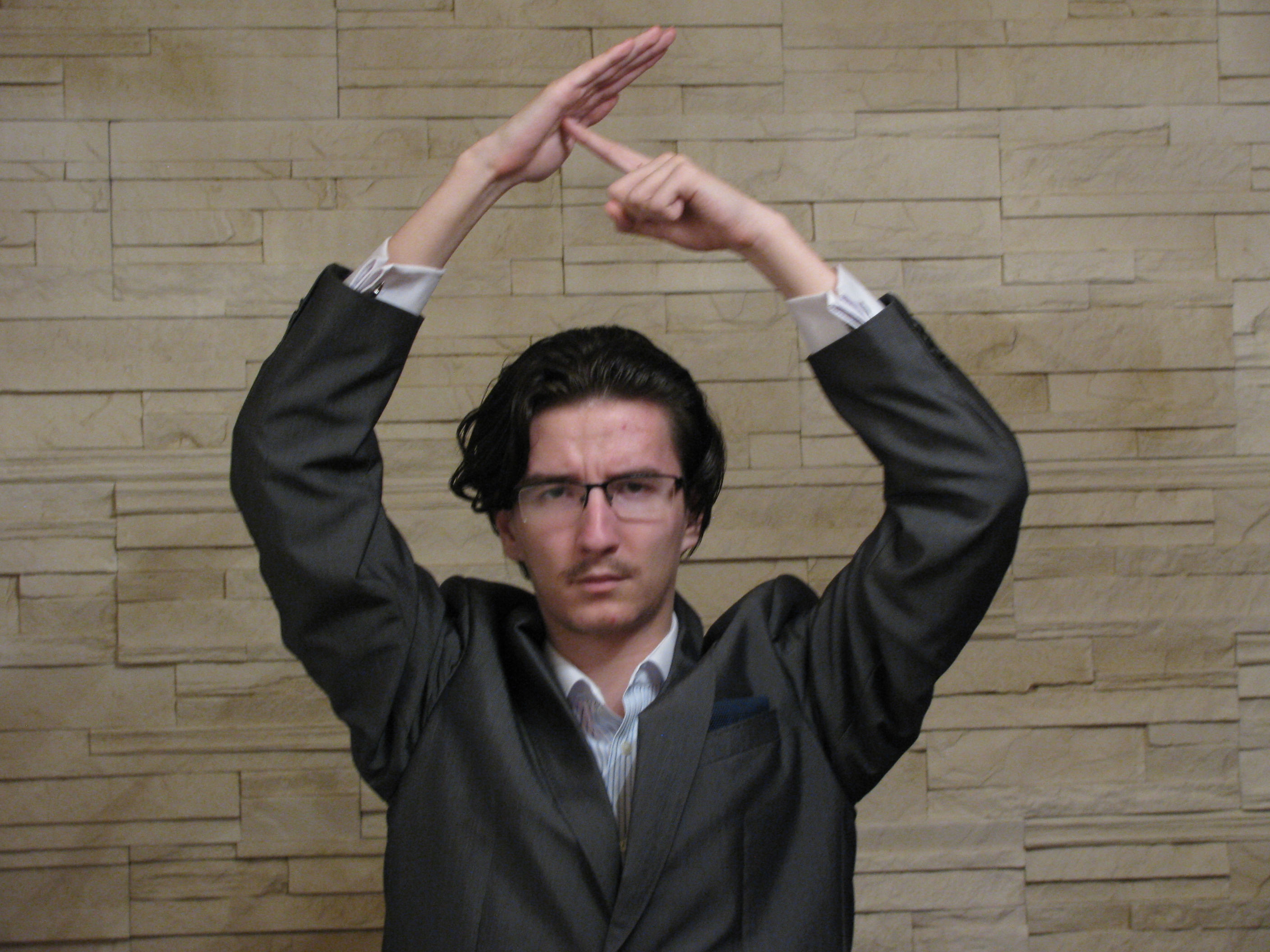
W ten sposób sędzia informuje o rozpoczęciu przerwy na żądanie

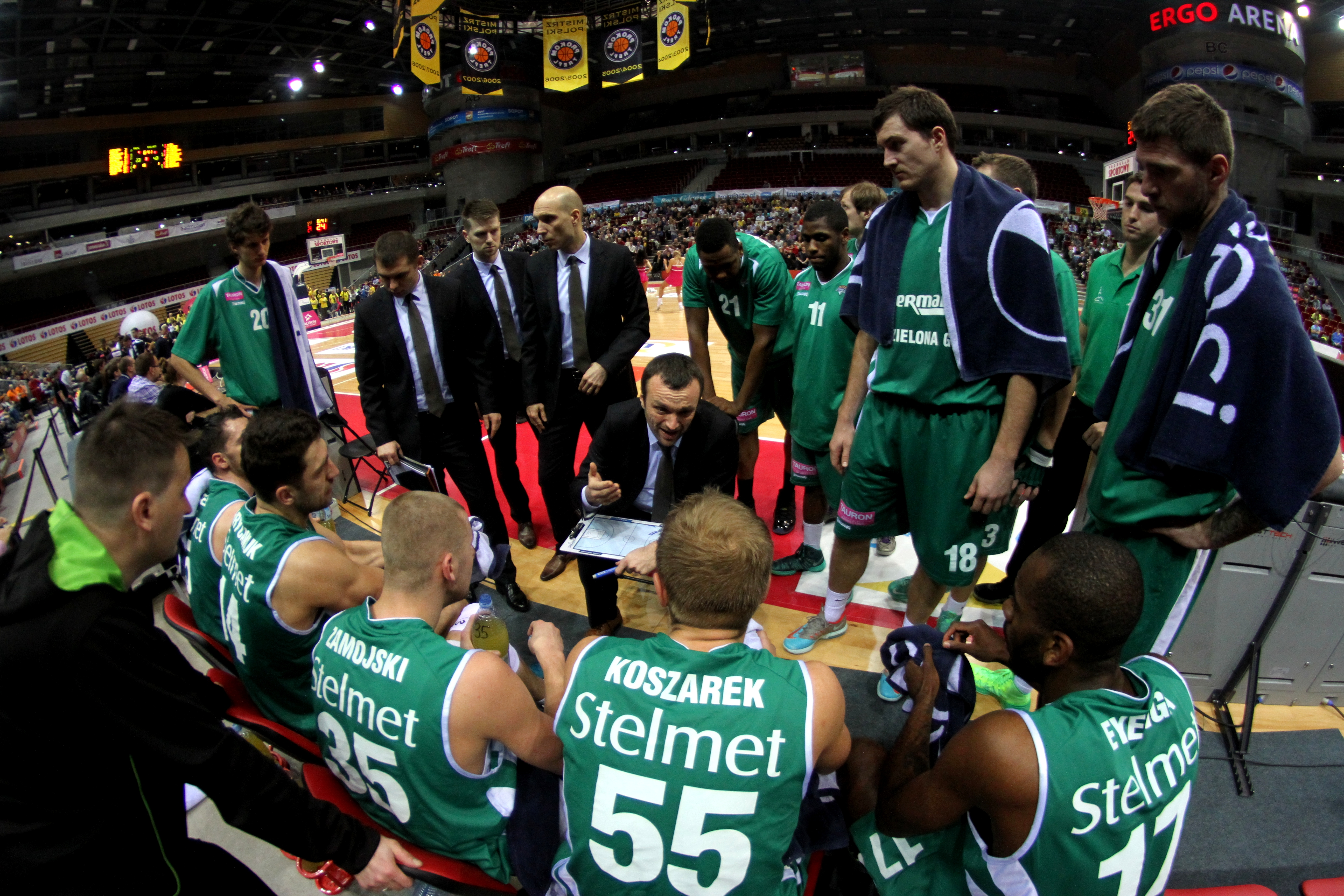
Zawodnicy słuchający trenera podczas przerwy na żądanie

Przerwa na żądanie (pot.: "czas"; ang.: time) – w koszykówce przerwa w grze trwająca 1 minutę, o której decyduje trener drużyny (lub jego asystent).
Przerwę na żądanie można przyznać trenerowi, gdy:
- piłka jest martwa
- kosz został zdobyty (przerwę może wziąć tylko trener drużyny przeciwnej do tej, która zdobyła kosz).

Liczba przerw na żądanie w poszczególnych częściach meczu:
- 1. połowa meczu – po 2 przerwy na żądanie
- 2. połowa meczu – po 3 przerwy na żądanie
- dogrywka – po 1 przerwie na żądanie.

Niewykorzystane przerwy nie przechodzą na następne części meczu.
Przerwa na żądanie nie może zostać przyznana drużynie zdobywającej kosz, gdy zegar zostaje zatrzymany po celnym rzucie, podczas 2 ostatnich minut ostatniej kwarty lub 2 ostatnich minut dogrywki. Wyjątkiem jest sytuacja, w której sędzia zatrzyma grę.
Sędzia informuje o przerwie na żądanie poprzez utworzenie dłońmi litery "T" (od angielskiego słowa time). Dłoń stanowiąca "daszek" litery "T" zostaje otwarta. Druga część litery powinna zostać ułożona palcem wskazującym drugiej dłoni. W przeciwnym wypadku (gdyby zamiast jednego palca, otwarta byłaby cała dłoń) oznaczałoby to faul techniczny.